# Dennis Walter Furlong
Dennis Walter Furlong, britanski general, * 1897, † 1940.